# Валериан (церковный историк)
Валериан (V век) — южно-галльский церковный историк, епископ цемельский.
В 451 году подписал послание галльских епископов к папе римскому Льву I.
Автор сочинений (29 проповедей аскетического содержания и «Epistola ad monachos»), изданных Жаком Сирмоном (Париж, 1612) и Рейнальдом (Лион, 1633) и перепечатанных Минем в «Patrologia Latina», т. 52, стр. 691-758.